# Симутове, Амон
Амон Симутове (англ. Amon Simutowe; род. 6 января 1982, Ндола) — замбийский шахматист, гроссмейстер (2009).
В составе сборной Замбии участник 3-х Олимпиад (2000—2002, 2008).
На первенстве мира U-20 2000 года разделил 2—8 места.
Трижды участвовал в нокаут-чемпионатах мира ФИДЕ (2000, 2001-02, 2004), однако ни разу не смог выйти во второй раунд.
Окончил Техасский университет в Далласе, учился также в Оксфордском университете, экономист.

## Изменения рейтинга
| Графики недоступны из-за технических проблем. См. информацию на Фабрикаторе и на mediawiki.org. |